# Maj Lund Jepsen
Maj Lund Jepsen (født 20. marts 1986 i Skanderborg) er en dansk vandskiløber, der fik sit store internationale gennembrud i 2009, hvor hun vandt guld til EM på hjemmebane og bronze til VM, begge i hop-disciplinen. Det blev fulgt op i 2010, hvor hun blev den samlede World Cup-vinder.

## Baggrund
Maj startede på vandski som 7-årig og har været på det danske landshold siden 2001. Hun er også storesøster til landsholdsløber i vandski Mads Lund Jepsen. 

## Karriere
Hun dyrker både slalom- og hopdisciplinen, hvoraf hun er stærkest i sidstnævnte.
Gennem årene har Maj vundet DM- og NM-titler i sin egen aldersklasse og senere i den åbne voksne konkurrence. 
Hun er indehaver af i alt fem danske rekorder i både hop, slalom og trick i aldersgrupperne U14, U18 og U21.
I 2009 blev hun nomineret til sportsprisen Årets fund, der er den ældste danske sportspris, hvor hun blev nummer seks.
Sideløbende har Maj Lund Jepsen uddannet sig til fysioterapeut.

### Rekorder
Personbedste
- Hop: 52,1 meter
- Slalom: 1 bøje på 12 meter line

Internationale resultater
- 2011
  - 8. plads ved VM
- 2010
  - Vinder af den samlede World Cup
  - Bronze EM
  - Verdensranglisten nr. 3
- 2009
  - Guld EM
  - Bronze VM
  - Verdensranglisten nr 6